# 新奧利沙納
50°43′29″N 32°28′56″E / 50.72472°N 32.48222°E
新奧利沙納（烏克蘭語：Нова Ольшана），是烏克蘭北部的村莊，隸屬切爾尼希夫州的普里盧基區。該村始建於1924年，面積0.1平方公里，海拔高度155米，2001年人口14。